# Kanal 3
Kanal 3 (thailändisch สถานีวิทยุโทรทัศน์ไทยทีวีสีช่อง 3 อ.ส.ม.ท., übersetzt: „Fernseh-Rundfunksender Thai Farb-TV Kanal 3 MCOT“, englisch Thai TV 3) ist ein in Thailand landesweit analog terrestrisch über VHF empfangbarer Fernsehsender. Die analoge Ausstrahlung wurde 2018 eingestellt.
Der Sender gehört MCOT, einem ehemaligen Staatsunternehmen, das 2004 privatisiert wurde, dessen größter Anteilseigner aber weiterhin das Finanzministerium ist. MCOT betreibt das Programm nicht selbst, sondern hat die Lizenz seit 1970 für 50 Jahre an das Privatunternehmen Bangkok Entertainment Co., Teil des Medienkonzerns BEC World, vergeben. Die Konzessionsgebühr beträgt zwischen 17 und 244 Millionen Baht pro Jahr, über den gesamten Zeitraum insgesamt 3,207 Milliarden Baht. BEC gehört mehrheitlich der Familie Maleenond. Pracha Maleenond ist ein politischer Verbündeter des ehemaligen Ministerpräsidenten Thaksin Shinawatra und war Mitglied von dessen Thai-Rak-Thai-Partei.
Die durchschnittliche Einschaltquote von Kanal 3 betrug im zweiten Quartal 2011 29,9 %. Nach der Einführung des digitalen Fernsehens mit einer Vervielfachung der frei empfangbaren Sender sank sie auf 26,5 % im Januar 2015 und 19 % im August 2016.
Einen Großteil seiner Werbeeinnahmen verdiente Kanal 3 im Umfeld seiner Lakhon, einem mit der Seifenoper oder Telenovela vergleichbaren Format. Weitere wichtige Bestandteile des Programms sind Spielshows, synchronisierte chinesische Historien-Melodramen aus Hongkong sowie Musiksendungen. Der Fokus liegt klar auf Unterhaltung. Sendungen, die sich mit gesellschaftlichen Themen auseinandersetzen, spielen dagegen kaum eine Rolle.
Auf Kanal 3 liefen und laufen u. a. One Night Genius, die populäre Frühstücksfernsehsendung rueanglao chao ni (เรื่องเล่าเช้านี้, „Geschichten/Gerüchte von heute Morgen“), die thailändischen Versionen von Who Wants to Be a Millionaire? (เกมเศรษฐี, game setthi, „Millionärsspiel“), Der Schwächste fliegt (กำจัดจุดอ่อน, kamchat chut-on), Das Supertalent (Thailand's Got Talent, ไทยแลนด์ก็อตทาเลนต์), The Voice (The Voice Thailand, เดอะวอยซ์ไทยแลนด์) sowie die synchronisierte Fassung der südkoreanischen Historiendrama-Serie Dae Jang Geum.
Anfang 2019 holte sich das Unternehmen Unterstützung aus Europa, um auch international in puncto technische Ausstattung und Film- und TV-Produktionen mithalten zu können. So zeichnet sich u. a. der Deutsch-Österreicher Udo Skoluda für den technischen Produktionsbereich verantwortlich.  